# Lukavec (Pelhřimovi járás)
Lukavec település Csehországban, a Pelhřimovi járásban. Lukavec Salačova Lhota, Čáslavsko, Bratřice, Vyklantice, Načeradec és Mezilesí településekkel határos. Lakosainak száma 1005 fő (2024. január 1.).

## Népesség
A település lakosságának változását az alábbi diagram mutatja:
| Lakosok száma | 1673 | 1654 | 1381 | 1040 | 1129 | 1137 | 988  | 1004 | 969  | 1005 |
|               | 1869 | 1890 | 1921 | 1950 | 1980 | 2001 | 2017 | 2019 | 2022 | 2024 |